# Heilige Antonius van Padua (Dordrecht)
De Heilige Antonius van Padua of Sint-Antoniuskerk is een Rooms-Katholieke kerk aan de Burgemeester De Raadtsingel 45 in de stad Dordrecht, in de Nederlandse provincie Zuid-Holland. 
De kerk werd gebouwd in 1920 – 1921. Architect Nicolaas Molenaar sr. ontwierp een kruiskerk in neogotische stijl.
Het kerkgebouw en de geloofsgemeenschap maken sinds 2012 deel uit van de parochie Heilige Theresia van Ávila. Het kerkgebouw is een gemeentelijk monument.

## Het Heylighe Hout van Dordt
Sinds 2003 bevindt zich in deze kerk een relikwie van het Heilig Kruis: het Het Heylighe Hout van Dordt. Deze wordt sinds 2013 jaarlijks op de laatste zondag van juni in een processie door Dordrecht gevoerd. In 2018 werd het meegevoerd in de Heiligdomsvaart van Maastricht.